# 印度鯒
印度鯒，又稱印度牛尾魚、鯒，為輻鰭魚綱鮋形目牛尾魚科的其中一種。

## 分布
本魚廣泛分布於印度洋－太平洋暖水域。

## 深度
水深1至15公尺。

## 特徵
本魚為牛尾魚科中體型最大者，體長可達到一公尺。頭大平扁，具硬棘易傷人。鋤骨齒為犬齒狀，成一弧狀橫帶，腭骨齒僅一列。前鰓蓋棘2枚，鰓蓋邊緣有一皮質瓣狀物。體呈褐色，腹面黃色，有8至9個不規則黑斑。其上下各有一黑色斜走帶。

## 生態
本魚為底棲性魚類，善棲息於泥砂區。常潛伏泥沙中，伺機捕捉小魚蝦。

## 經濟利用
食用魚，適宜油煎、清蒸或煮湯皆美味。